# Cockayne Soup
Cockayne Soup – pierwsze EP zespołu the GazettE wydane w 2003 roku. Autorem tekstów piosenek jest Ruki, zaś kompozytorem utworów the GazettE.

## Lista utworów
| Nr | Tytuł                                                                                 | Czas |
| -- | ------------------------------------------------------------------------------------- | ---- |
| 1. | "Beautiful 5 [Shit]ers"                                                               | 3:24 |
| 2. | "Sanjuuni Koukei no Kenjuu" (32口径の拳銃)                                            | 5:41 |
| 3. | "Shiawase na Hibi" (幸せな日々)                                                       | 4:39 |
| 4. | "Haru ni Chirikeri, Mi wa Kareru de Gozaimasu" (春ニ散リケリ、身ハ枯レルデゴザイマス) | 5:29 |

## Informacje
- Pierwsze wydanie było ograniczone do 5000 egzemplarzy.
- Edycja limitowana ukazała się w formie digipak'ów.
- Limitowana edycja zawierała także zdjęcie, którego nie posiadała edycja regularna.